# باجاني هوايرا
باجاني هوايرا هي سيارة رياضية من إنتاج شركة باجاني الإيطالية تم الكشف عنها رسمياً في فبراير 2011 م.